# Świadkowie Jehowy w Liberii
Świadkowie Jehowy w Liberii – społeczność wyznaniowa w Liberii, należąca do ogólnoświatowej wspólnoty Świadków Jehowy, licząca w 2023 roku 7922 głosicieli, należących do 146 zborów. Na dorocznej uroczystości Wieczerzy Pańskiej w 2023 roku zgromadziło się 39 656 osób. Działalność miejscowych głosicieli oraz w Sierra Leone koordynuje Biuro Oddziału w Monrovii.

## Historia

### Początki
W roku 1884 miejscowy czytelnik Biblii zdobył publikację tego wyznania, a w następnych latach miejscowa grupa wyznawców regularnie urządzała zebrania religijne. W latach 20. XX wieku misjonarz William R. Brown rozpoczął regularną działalność kaznodziejską na terenie Liberii.
W roku 1946 do kraju przyjechał pierwszy misjonarz Biblijnej Szkoły Strażnicy – Gilead – Harry C. Behannan, lecz po półrocznym pobycie zmarł na chorobę tropikalną. W 1947 roku do Liberii przyjechali kolejni misjonarze, m.in. George Watkins z żoną. W tym samym roku w kongresie w Ghanie brała udział delegacja z Liberii. We wrześniu 1948 roku zanotowano liczbę 15 głosicieli, a w stolicy utworzono pierwszy zbór. Rok później zanotowano liczbę 36 głosicieli, a w Harper City i Cape Palmas powstały kolejne zbory.

### Rozwój działalności
W roku 1952 otwarto w Liberii Biuro Oddziału. Rok później w Monrovii otwarto pierwszą Salę Królestwa i dom misjonarski. W kwietniu 1954 roku w Kakata zorganizowano pierwszy w tym kraju kongres. Rok później na kongresie pod hasłem „Tryumfujące Królestwo” było ponad 550 obecnych, w tym delegacje zagraniczne. W 1958 roku zanotowano liczbę 301 głosicieli, w następnym roku – 415, a w 1961 roku – 620.
W roku 1963 żołnierze z oddziałów rządowych aresztowali około 400 delegatów przybyłych na kongres pod hasłem „Wiecznotrwała dobra nowina” w mieście Gbarnga. Do prezydenta Liberii napłynęły listy protestacyjne z całego świata, interweniowało też amerykańskie ministerstwo spraw zagranicznych, gdyż wśród poszkodowanych znalazł się obywatel Stanów Zjednoczonych. W roku 1967 w państwowej telewizji pokazano w całości dramat biblijny (przedstawienie kostiumowe) przedstawiony na kongresie pod hasłem „Dzieło czynienia uczniów” w tym roku.
W grudniu 1970 w Gbarnga i Monrovii odbył się kongres międzynarodowy pod hasłem „Ludzie dobrej woli”, a w grudniu 1972 roku w Monrovii kongres międzynarodowy pod hasłem „Boskie zwycięstwo”. W 1975 roku przekroczono liczbę 1000 głosicieli. W roku 1978 odbył się w Monrovii kongres pod hasłem „Zwycięska wiara”.
W 1987 roku otwarto nowe Biuro Oddziału. W 1992 ponownie je otwarto, ponieważ przez kilka miesięcy było zamknięte z powodu wojny domowej. Powróciło też czterech misjonarzy. W 1996 roku przekroczono liczbę 2000 głosicieli. 1 września 1997 roku otwarto w Monrovii Biuro Oddziału, które ponownie przez 15 miesięcy było zamknięte z powodu wojny domowej. W latach 1989–1993 i w roku 2003 zorganizowano akcje niesienia pomocy dla Świadków Jehowy, poszkodowanych przez wojnę domową. Pomoc humanitarną zapewnili głównie współwyznawcy z Belgii, Sierra Leone, Wielkiej Brytanii, Wybrzeża Kości Słoniowej, Holandii, Włoch, Stanów Zjednoczonych i Francji. W roku 1998 z powodu trwającej wojny domowej wielu Świadków Jehowy przebywało w obozach dla uchodźców w sąsiednich krajach. Mimo wieloletnich wojen domowych nastąpił 40% wzrost liczby głosicieli.
W 2000 roku przekroczono liczbę 3500 głosicieli, w 2003 roku liczba ta wyniosła ponad 4500, w 2007 roku ponad 5200, a w roku 2010 – 6198. Pod koniec roku 2011 do kraju przybyli kolejni misjonarze ze Szkoły Gilead. Na dorocznej uroczystości Wieczerzy Pańskiej zebrały się 89 624 osoby. W roku 2012 osiągnięto liczbę 6340 głosicieli. W 2013 roku rozbudowano Biuro Oddziału. W roku 2015 na dorocznej uroczystości Wieczerzy Pańskiej zebrało się 76 130 osób. W roku 2016 przekroczono liczbę 7100 głosicieli w tym blisko 200 pionierów specjalnych i misjonarzy.
W lipcu 2014 roku, w związku z epidemią wirusa Ebola w Gwinei, Sierra Leone i Liberii, zorganizowano serię dwudniowych wizyt nadzorców podróżujących, w trakcie których wygłaszany był wykład specjalny „Posłuszeństwo ratuje życie”, którego celem było szerzenie wiedzy o praktycznych sposobach zapobiegania rozprzestrzenianiu się choroby oraz zachęta, by konsekwentnie stosować się do aktualnych wskazówek podawanych przez organizacje rządowe. Seria wykładów trwała do końca listopada 2014 roku. Do końca września 2014 roku w Liberii zmarło 10 Świadków Jehowy.
W 2015 roku biblijną działalność edukacyjną prowadzono w siedmiu zakładach karnych. W więzieniach organizowane są dla chętnych zebrania zborowe, a także indywidualne studia biblijne.
We wrześniu 2019 roku delegacja z Liberii wzięła udział w kongresie międzynarodowym pod hasłem „Miłość nigdy nie zawodzi!” w Johannesburgu.
7 lutego 2021 roku Joseph Mensah, członek Komitetu Oddziału, ogłosił wydanie Chrześcijańskich Pism Greckich w Przekładzie Nowego Świata (Nowego Testamentu) w języku kissi. W związku z pandemią COVID-19 zorganizowano specjalne zebrania w trybie wideokonferencji, a drukowane egzemplarze przesłano z Oddziału Europa Środkowa do Gwinei, Liberii i Sierra Leone. Z zachowaniem zasad bezpieczeństwa (pandemia) zostały dostarczone około 1200 głosicieli posługujących się tym językiem.
W związku z pandemią COVID-19 Komitetów Pomocy Doraźnej rozpoczął dystrybucję żywności dla potrzebujących.
W 2021 roku osiągnięto liczbę 8236 głosicieli.
15 września 2024 roku podczas podczas specjalnego programu w Sali Zgromadzeń w Johnsonville, Jethro Barclay, członek Komitetu Oddziału w Liberii, ogłosił wydanie Ewangelii według Mateusza i Marka w języku angielskim (w dialekcie używanym w Liberii) w Liberii. Uczestniczyło w nim 1176 osób. Oprócz tego w trybie wideokonferencji z programu skorzystali głosiciele ze zborów języka angielskiego w tym kraju. W 2024 roku w Liberii funkcjonowało 120 zborów tego języka, w których działało 7034 głosicieli.
Kongresy odbywają się w języku angielskim i kissi, a zebrania zborowe w angielskim, amerykańskim migowym, francuskim, kissi i loma.
Świadkowie Jehowy wydają dodatkowo publikacje w dialekcie liberyjskim języka angielskiego, w tym dialekcie jest dostępny też oficjalny serwis internetowy – jw.org.